# Середнево (Рыбинский район)
Середнево (по топокарте Среднево)— деревня Огарковского сельского поселения Рыбинского района Ярославской области .
Деревня расположена к востоку от федеральной автомобильной дороги Р104 на участке Рыбинск-Пошехонье, между деревнями Соловьёвское и Волково. Она стоит на левом берегу реки Чога, впадающей в Рыбинское водохранилище, берег которого находится к западу, с другой стороны дороги, на удалении около 1 км. К северу от Середнево, на другом, правом берегу реки Чога стоит деревня Морушкино . 
На 1 января 2007 года в деревне числилось 9 постоянных жителей . Почтовое отделение, расположенное в Волково, обслуживает в деревне 36 домов .